# Januales
Les Januales sont les fêtes de Janus dans la Rome antique.

## Histoire
Les Januales étaient célébrées tous les 1er janvier. De l'encens était offert à Janus, des fruits et un gâteau nommé janual. Les parents et amis se faisaient ce jour-là des cadeaux et se souhaitaient des vœux.
C'était aussi la date choisie pour la nomination des consuls qui arrivaient alors au Capitole sur un cheval blanc.